# Avrigus
Avrigus – australijski zespół wykonujący ambient/doom metal. Założony w Sydney w 1995.

## Członkowie
- Simon Gruer - gitara elektryczna, gitara basowa, keyboard, perkusja (1995-obecnie)
- Megan Tassaker - śpiew (2009-obecnie)[1]

## Dyskografia
- The Final Wish (1998, EP)
- The Secret Kingdom (2001, LP)
- Beauty and Pain (2010, EP)[1]